# 伊戈尔·卡拉契奇
伊戈尔·卡拉契奇（1988年11月2日—），克罗地亚男子手球运动员。他曾代表克罗地亚国家队参加2016年夏季奥林匹克运动会手球比赛，获得第五名。